# Ключі (Усть-Камчатський район)
Ключі́ — селище (з 1979 по 2004 — місто) в Усть-Камчатському районі Камчатського краю. Знаходиться на річці Камчатка, біля підніжжя Ключевської сопки. В районі селища розташоваий полігон Кура, що належить РВСН РФ.
Населення — 6,5 тис. чол. (2004; 1992: 11,3 тис.).

## Історія
Ключі засновані на місці великого козачого острогу Нижньокамчатськ, спаленого в 1731 р. під час бунту, піднятого камчадалами під керівництвом Федора Харчіна проти надмірно високої ясачної данини.
З 1935 в селищі працює Вулканологічна станція Інституту вулканології Дальньосхідного відділення РАН.

## Економіка

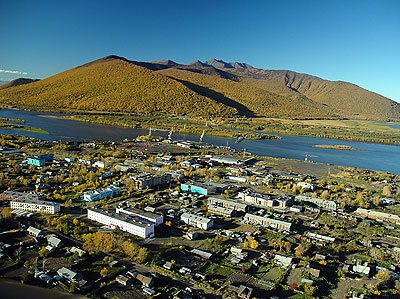
Ключі

Регулярне автобусне сполучення з м. Петропавловськ-Камчатський, що зупиняється на періоди льодоставу і льодоходу на р. Камчатка (коли неможлива переправа ні поромом, ні через лід). Є аеродром, у наш час[коли?] використовується тільки транспортною авіацією (під час СРСР здійснювалось регулярне пасажирське авіасполучення з м. Петропавловськ-Камчатський). Будується цілорічна автодорога до смт.Усть-Камчатськ.
У радянський час суттєву частку економіки села складала лісова промисловість (заготовка деревини ялини і шовковиці), у наш час[коли?] вона втратила попереднє значення. Також населення зайняте рослинництвом (картопля, капуста, морква та ін.), вирощуванням великої рогатої худоби і рибальством. У минулому проводились досліди з упровадження зернових культур.

## Клімат
Клімат континентальний, характеризується досить теплим літом і холодною зимою. Літом температури деколи піднімаються до 30 °C і вище, зимою ж можуть знижуватись до 40 °C нижче нуля. В цілому, клімат Ключів нагадує клімат Східного Сибіру, але з менш вираженою континентальністю.